# Elezioni regionali in Molise del 2006
Le elezioni regionali in Molise del 2006 si sono tenute il 5 e 6 novembre. Esse hanno visto la vittoria del presidente uscente Angelo Michele Iorio, sostenuto dalla Casa delle Libertà, che ha sconfitto Roberto Ruta, sostenuto da L'Unione.

## Affluenza
Il corpo elettorale per le elezioni del 5, 6 novembre 2006 risultava composto da 327.637 elettori. Alla chiusura dei seggi l'affluenza definitiva si è attestata al 65,10%, in calo rispetto al 2001 dello 0,11%.
| Provincia  | Affluenza | Variazione |
| ---------- | --------- | ---------- |
| Molise     | 65,10%    | 0,11%      |
| Campobasso | 65,15%    | 0,34%      |
| Isernia    | 64,97%    | 0,49%      |

## Risultati elettorali
|                                                                 | Angelo Michele Iorio (Iorio Presidente) ✔️ Presidente           | 111 881                                                         | 54,02 | Forza Italia                         | 39 610  | 19,84 | 5  |  |  |
| Unione dei Democratici Cristiani e di Centro                    | Angelo Michele Iorio (Iorio Presidente) ✔️ Presidente           | 111 881                                                         | 54,02 | 19 935                               | 9,99    | 2     |    |  |  |
| Alleanza Nazionale                                              | Angelo Michele Iorio (Iorio Presidente) ✔️ Presidente           | 111 881                                                         | 54,02 | 18 120                               | 9,08    | 2     |    |  |  |
| Democrazia Cristiana per le Autonomie                           | Angelo Michele Iorio (Iorio Presidente) ✔️ Presidente           | 111 881                                                         | 54,02 | 10 103                               | 5,06    | 1     |    |  |  |
| Progetto Molise                                                 | Angelo Michele Iorio (Iorio Presidente) ✔️ Presidente           | 111 881                                                         | 54,02 | 9 665                                | 4,84    | 1     |    |  |  |
| Molise Civile                                                   | Angelo Michele Iorio (Iorio Presidente) ✔️ Presidente           | 111 881                                                         | 54,02 | 7 473                                | 3,74    | 1     |    |  |  |
| Partito Pensionati                                              | Angelo Michele Iorio (Iorio Presidente) ✔️ Presidente           | 111 881                                                         | 54,02 | 385                                  | 0,19    | –     |    |  |  |
| Alternativa per il Molise                                       | Angelo Michele Iorio (Iorio Presidente) ✔️ Presidente           | 111 881                                                         | 54,02 | 351                                  | 0,18    | –     |    |  |  |
| Seggi assegnati alla lista regionale                            | Seggi assegnati alla lista regionale                            | Seggi assegnati alla lista regionale                            | 54,02 | 6                                    |         |       |    |  |  |
|                                                                 | Roberto Ruta (L'Unione)                                         | 95 246                                                          | 45,98 | Democrazia è Libertà - La Margherita | 24 797  | 12,42 | 3  |  |  |
| Democratici di Sinistra                                         | Roberto Ruta (L'Unione)                                         | 95 246                                                          | 45,98 | 21 766                               | 10,90   | 3     |    |  |  |
| Italia dei Valori                                               | Roberto Ruta (L'Unione)                                         | 95 246                                                          | 45,98 | 17 516                               | 8,77    | 2     |    |  |  |
| Popolari UDEUR                                                  | Roberto Ruta (L'Unione)                                         | 95 246                                                          | 45,98 | 10 876                               | 5,45    | 1     |    |  |  |
| Socialisti Democratici Italiani                                 | Roberto Ruta (L'Unione)                                         | 95 246                                                          | 45,98 | 6 413                                | 3,21    | 1     |    |  |  |
| Partito dei Comunisti Italiani                                  | Roberto Ruta (L'Unione)                                         | 95 246                                                          | 45,98 | 4 449                                | 2,23    | 1     |    |  |  |
| Federazione dei Verdi                                           | Roberto Ruta (L'Unione)                                         | 95 246                                                          | 45,98 | 3 722                                | 1,86    | –     |    |  |  |
| Seggio assegnato al candidato presidente classificatosi secondo | Seggio assegnato al candidato presidente classificatosi secondo | Seggio assegnato al candidato presidente classificatosi secondo | 45,98 | 1                                    |         |       |    |  |  |
| Totale                                                          | Totale                                                          | 207 127                                                         | 100   |                                      | 199 623 | 100   | 30 |  |  |
|                                                                 |                                                                 |                                                                 |       |                                      |         |       |    |  |  |
| Schede bianche                                                  | Schede bianche                                                  | 2 100                                                           | 0,98  |                                      |         |       |    |  |  |
| Schede nulle                                                    | Schede nulle                                                    | 6 121                                                           | 2,87  |                                      |         |       |    |  |  |
| Votanti                                                         | Votanti                                                         | 213 283                                                         | 65,10 |                                      |         |       |    |  |  |
| Elettori                                                        | Elettori                                                        | 327 637                                                         |       |                                      |         |       |    |  |  |
|                                                                 |                                                                 |                                                                 |       |                                      |         |       |    |  |  |
| Fonte: Ministero dell'interno                                   |                                                                 |                                                                 |       |                                      |         |       |    |  |  |

## Consiglieri eletti
| Collegio           | Lista                                 | Eletto                        | Preferenze |
| ------------------ | ------------------------------------- | ----------------------------- | ---------- |
| Collegio regionale | Per il Molise                         | Angelo Michele Iorio          |            |
| Collegio regionale | Per il Molise                         | Rosario De Matteis            |            |
| Collegio regionale | Per il Molise                         | Enrico Gentile                |            |
| Collegio regionale | Per il Molise                         | Adelmo Berardo                |            |
| Collegio regionale | Per il Molise                         | Camillo Di Pasquale           |            |
| Collegio regionale | Per il Molise                         | Riccardo Tamburro             |            |
| Collegio regionale | L'Unione                              | Roberto Ruta                  |            |
| Campobasso         | Forza Italia                          | Antonino Molinaro             | 2.920      |
| Campobasso         | Forza Italia                          | Michele Picciano              | 2.717      |
| Campobasso         | Forza Italia                          | Sabrina De Camillis           | 2.650      |
| Campobasso         | Unione di Centro                      | Luigi Velardi                 | 2.801      |
| Campobasso         | Alleanza Nazionale                    | Angiolina Fusco in Perrella   | 3.011      |
| Campobasso         | Democrazia Cristiana per le Autonomie | Antonio Chieffo               | 3.814      |
| Campobasso         | Progetto Molise                       | Salvatore Muccilli            | 2.261      |
| Campobasso         | Molise Civile                         | Stefano Sabatini              | 1.282      |
| Campobasso         | Democrazia è Libertà - La Margherita  | Nicola Cavaliere              | 2.965      |
| Campobasso         | Democrazia è Libertà - La Margherita  | Francesco Totaro              | 2.561      |
| Campobasso         | Democratici di Sinistra               | Michele Petraroia             | 2.634      |
| Campobasso         | Democratici di Sinistra               | Pardo Antonio D'Alete         | 1.922      |
| Campobasso         | Italia dei Valori                     | Massimo Romano                | 1.551      |
| Campobasso         | Popolari UDEUR                        | Vincenzo Niro                 | 2.160      |
| Campobasso         | Socialisti Democratici Italiani       | Michele Pangia                | 918        |
| Campobasso         | Partito dei Comunisti Italiani        | Michelangelo Bonomolo         | 539        |
| Isernia            | Forza Italia                          | Franco Giorgio Marinelli      | 3.558      |
| Isernia            | Forza Italia                          | Antonio detto Tony Incollingo | 2.244      |
| Isernia            | Unione di Centro                      | Mario Pietracupa              | 2.818      |
| Isernia            | Alleanza Nazionale                    | Filoteo Di Sandro             | 2.612      |
| Isernia            | Democratici di Sinistra               | Danilo Leva                   | 1.294      |
| Isernia            | Italia dei Valori                     | Nicandro Ottaviano            | 1.125      |
| Isernia            | Democrazia è Libertà - La Margherita  | Massimiliano Scarabeo         | 951        |